# Arrah
|  | Per a altres significats, vegeu «Arrah (desambiguació)». |

Arrah (hindi: अर्राह) és una ciutat i corporació municipal del districte de Bhojpur a la divisió de Patna de l'estat de Bihar, Índia. És la capital del districte i es troba prop de la confluència del Ganges i el Sone, a uns 50 km de Patna. La seva població és de 203.395 habitants (2001).

## Història
És una ciutat antiga on el jainisme va agafar força; dotzenes de temples jainistes es troben a la ciutat. Sota els britànics fou capital d'una subdivisió i del districte de Shahabad, a Bengala amb una població el 1881 de 42.998 habitants (3/4 hindús i 1/4 musulmans). Prop de la ciutat es va lliurar la batalla de Buxar (octubre de 1764) entre Mir Kasim, nawab de Bengala, amb el suport de l'emperador Shah Alam II i de Shudja al-Dawla, nawab d'Oudh, d'una part, i els britànics de l'altra; la victòria dels darrers fou decisiva per establir el poder britànica a l'Índia. En la rebel·lió de 1857, una dotzena d'anglesos i 50 sikhs dirigits per Herwald Wake, van resistir heroicament contra els amotinats dirigits per Kuar Singh a dos edificis (coneguts com les cases dels jutges) del 27 de juliol al 3 d'agost, fins que van rebre ajut de Vincent Eyre. Els rebels van saquejar la ciutat. Modernament hi ha un enfrontament de castes amb les superiors donant suport al Ranvir Sena i les inferiors a la guerrilla comunista.